# Aven (fiume)
L'Aven è un fiume francese che scorre nei dipartimento di Finistère, nella regione della Bretagna. Ha la sua sorgente a Coray e sfocia nell'Oceano Atlantico a Port Manec'h (frazione di Névez), dopo un percorso di 39,3 chilometri formando un ría.

## Geografia

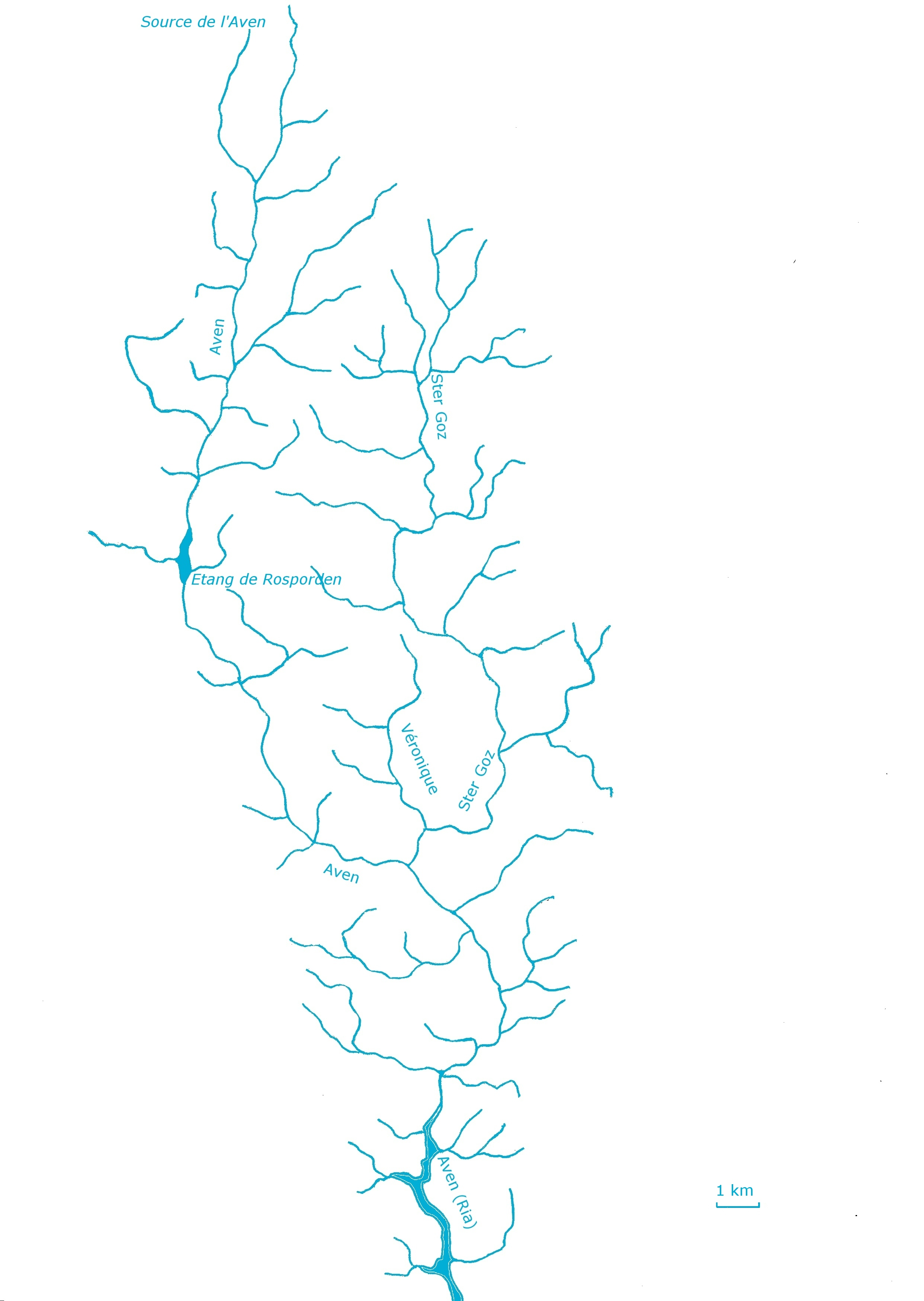
Il fiume Aven e i suoi affluenti

L'Aven nasce a Coray, nella località detta« Pen Aven » (« testa dell'Aven»). La lunghezza del suo corso d'acqua è di 39,3 km. Esso scorre verso sud in direzione dell'Oceano Atlantico, ricevendo le acque di numerosi torrenti, tra i quali quelli dello Ster Goz e del Pénanros (o Penn an Roz). Il suo corso è sbarrato da una diga all'altezza della città di Rosporden, formando così un lago artificiale esteso 45 ettari.
Si tratta di un corso d'acqua dal regime molto irregolare il cui aspetto ordinariamente tranquillo può ingannare. In effetti, in caso di forte piena, esso può trasformarsi in un torrente impetuoso e provocare inondazioni devastatrici come nel caso del dicembre 2000, quando causò importanti danni nella piccola città dei pittori. Le sue acque muovevano una volta le ruote di numerosi mulini, in particolare a Pont-Aven, da cui un malizioso detto: 
.
A partire da Pont-Aven, il letto dell'Aven, la cui larghezza media era di 5 metri, si allarga considerevolmente per assumere le dimensioni d'un fiume e formare presto un estuario di 200 metri di larghezza. La ria dell'Aven, lunga 6,5 km, è navigabile. Essa è limitrofa ai comuni di Riec-sur-Bélon, di Pont-Aven e di Névez. È un luogo molto frequentato dai turist: ancoraggi organizzati sono incolonnati all'inizio del fiume (Kerdruc / Roz-Braz). Durante l'alta marea, le imbarcazioni dotate di un pescaggio importante possono risalire fino a Pont-Aven. Sulle rive del ria, si trovano i castelli e i mulini a marea dello Hénan.

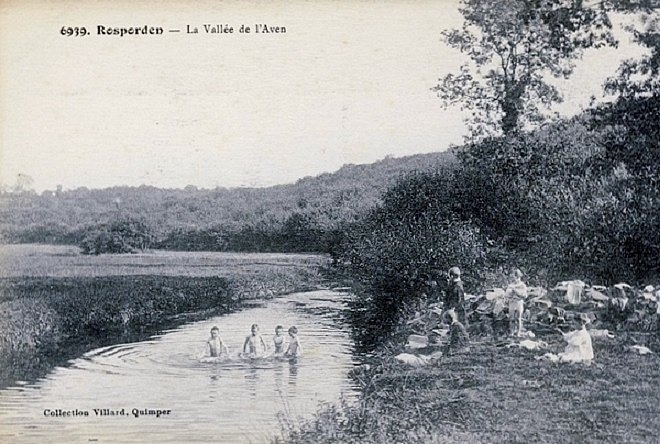
Rosporden : La valle dell'Aven (cartolina postale, raccolta Villard)
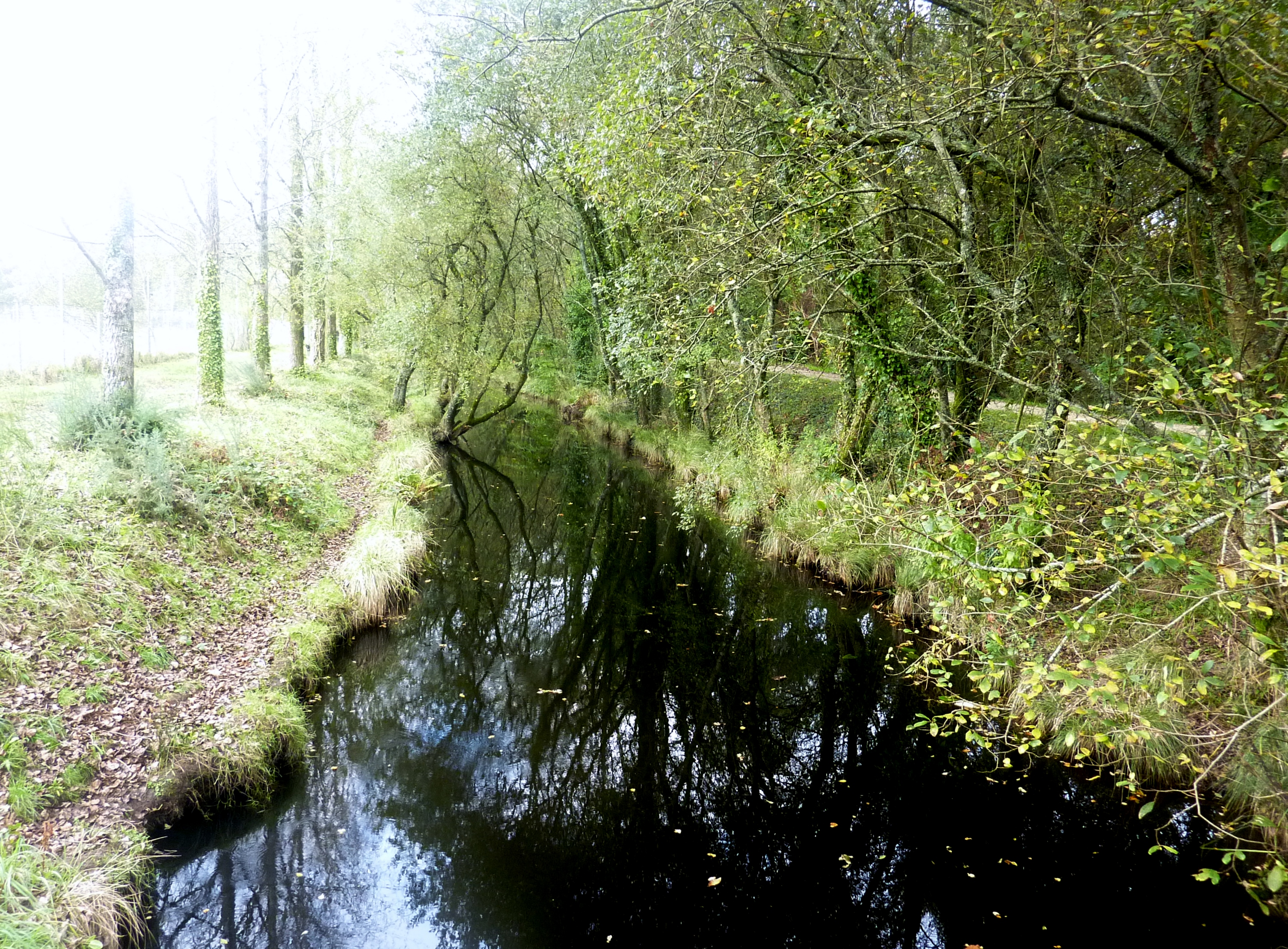
Il fiume Aven a Rosporden
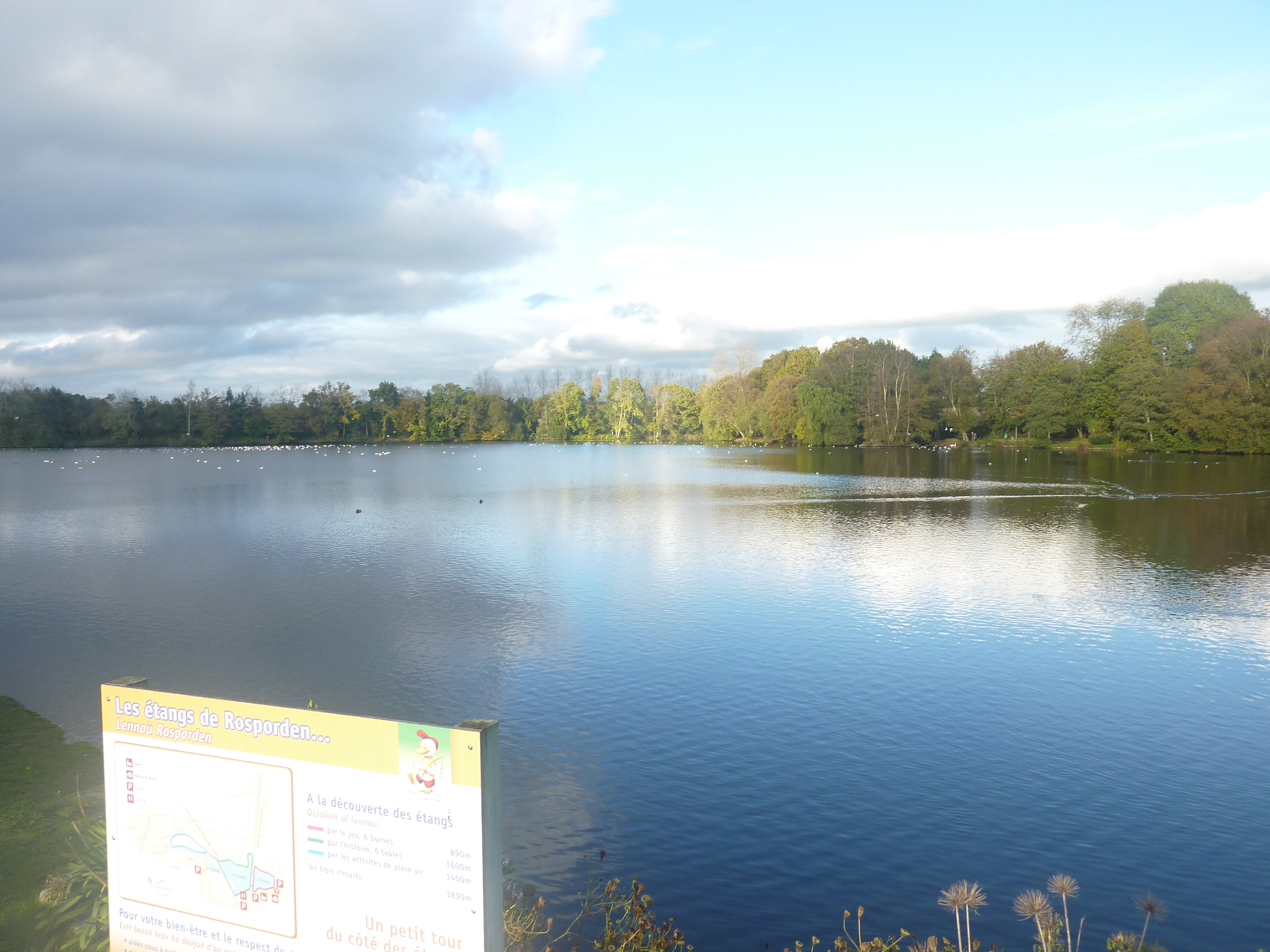
Uno degli specchi d'acqua de Rosporden
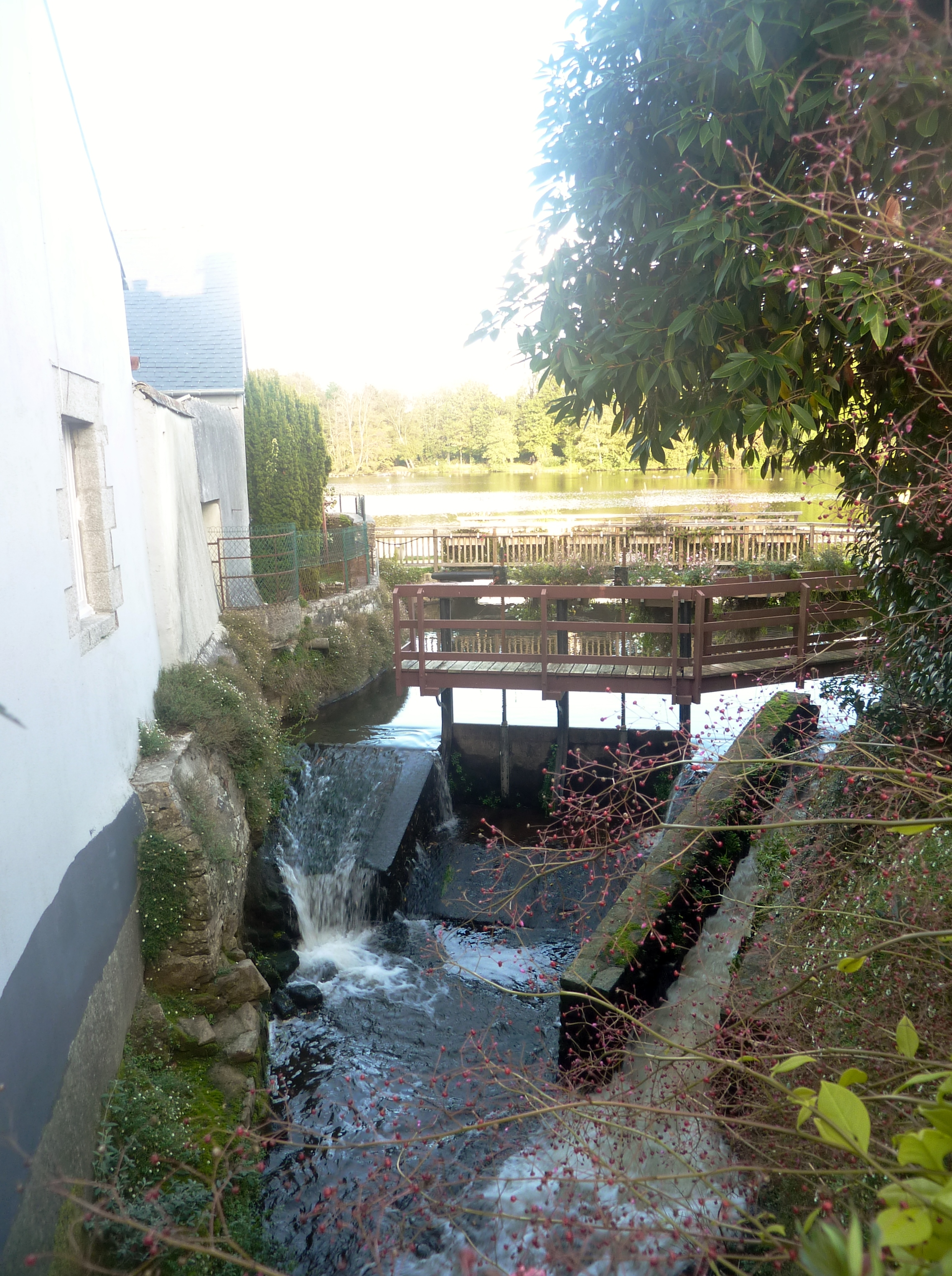
Le acque dell'Aven all'uscita del lago di Rosporden: la paratoia e lo sfioratore

## Comuni attraversati
Coray, Tourch, Rosporden, Bannalec, Pont-Aven, Riec-sur-Bélon e Névez.